# James Stopford, VIII conte di Courtown
James Montagu Burgoyne Stopford, VIII conte di Courtown (24 novembre 1908 – 23 luglio 1975) è stato un nobile irlandese.

## Biografia
Era il figlio di James Stopford, VII conte di Courtown, e di sua moglie, Cicely Birch. Frequentò l'Eton College.
Combatté durante la seconda guerra mondiale. Fu tenente colonnello del London Irish Rifles (1947-1951). Nel 1951 fu promosso colonnello e nominato vice Lord luogotenente di Londra. Dopo la morte del padre nel 1957, ereditò il titolo di conte di Courtown e prese posto nella Camera dei lord.

## Matrimoni

### Primo Matrimonio
Sposò, il 1º agosto 1934, Christina Margaret Cameron (10 novembre 1913-?), figlia dell'ammiraglio John Cameron. Ebbero due figlie:
- Lady Mary Christina Stopford (19 settembre 1936), sposò Geoffrey Holborow, ebbero due figli;
- Lady Elizabeth Cameron Stopford (10 aprile 1939), sposò Alan Anthony Colleton Godsal, ebbero tre figli.

La coppia divorziò nel 1946.

### Secondo Matrimonio
Sposò, il 23 febbraio 1951, Patricia Winthrop (?-30 marzo 2001), figlia di Harry Winthrop. Ebbero tre figli:
- Lady Felicity Aileen Ann Stopford (17 dicembre 1951), sposò John McIndoe, ebbero un figlio;
- James Stopford, IX conte di Courtown (19 marzo 1954);
- Jeremy Stopford (22 giugno 1958), sposò Bronwen Milner, ebbero tre figlie.

## Morte
Morì il 23 luglio 1975.

## Ascendenza
|                                           |                        |                                           | Genitori                                           |  |  | Nonni |  |  | Bisnonni                               |  |  | Trisnonni                                |  |
|                                           |                        |                                           |                                                    |  |  |       |  |  | 8. James Stopford, V conte di Courtown |  |  | 16. James Stopford, IV conte di Courtown |  |
|                                           |                        |                                           |                                                    |  |  |       |  |  | 8. James Stopford, V conte di Courtown |  |  | 16. James Stopford, IV conte di Courtown |  |
|                                           |                        | 17. Charlotte Albina Montagu-Scott        |                                                    |  |  |       |  |  | 8. James Stopford, V conte di Courtown |  |  |                                          |  |
| 4. James Stopford, VI conte di Courtown   |                        |                                           |                                                    |  |  |       |  |  | 8. James Stopford, V conte di Courtown |  |  |                                          |  |
|                                           |                        | 9. Elizabeth Frances Milles               | 18. George Milles, IV barone Sondes                |  |  |       |  |  |                                        |  |  |                                          |  |
|                                           |                        | 9. Elizabeth Frances Milles               | 18. George Milles, IV barone Sondes                |  |  |       |  |  |                                        |  |  |                                          |  |
|                                           |                        | 9. Elizabeth Frances Milles               | 19. Eleanor Knatchbull                             |  |  |       |  |  |                                        |  |  |                                          |  |
| 2. James Stopford, VII conte di Courtown  |                        | 9. Elizabeth Frances Milles               |                                                    |  |  |       |  |  |                                        |  |  |                                          |  |
|                                           |                        | 10. Richard Neville, IV barone Braybrooke | 20. Richard Griffin Neville, III barone Braybrooke |  |  |       |  |  |                                        |  |  |                                          |  |
|                                           |                        | 10. Richard Neville, IV barone Braybrooke | 20. Richard Griffin Neville, III barone Braybrooke |  |  |       |  |  |                                        |  |  |                                          |  |
|                                           |                        | 10. Richard Neville, IV barone Braybrooke | 21. Jane Cornwallis                                |  |  |       |  |  |                                        |  |  |                                          |  |
| 5. Catherine Neville                      |                        | 10. Richard Neville, IV barone Braybrooke |                                                    |  |  |       |  |  |                                        |  |  |                                          |  |
|                                           |                        | 11. Charlotte Graham-Toler                | 22. Hector Graham-Toler, II conte di Norbury       |  |  |       |  |  |                                        |  |  |                                          |  |
|                                           |                        | 11. Charlotte Graham-Toler                | 22. Hector Graham-Toler, II conte di Norbury       |  |  |       |  |  |                                        |  |  |                                          |  |
|                                           |                        | 11. Charlotte Graham-Toler                | 23. Elizabeth Brabazon                             |  |  |       |  |  |                                        |  |  |                                          |  |
| 1. James Stopford, VIII conte di Courtown |                        | 11. Charlotte Graham-Toler                |                                                    |  |  |       |  |  |                                        |  |  |                                          |  |
|                                           | 12. John William Birch | 24. Henry William Rouse Birch             |                                                    |  |  |       |  |  |                                        |  |  |                                          |  |
|                                           | 12. John William Birch | 24. Henry William Rouse Birch             |                                                    |  |  |       |  |  |                                        |  |  |                                          |  |
|                                           | 12. John William Birch | 25. Lydia Mildred                         |                                                    |  |  |       |  |  |                                        |  |  |                                          |  |
| 6. John Arden Birch                       | 12. John William Birch |                                           |                                                    |  |  |       |  |  |                                        |  |  |                                          |  |
|                                           |                        | 13. Julia Arden                           | 26. Joseph Arden                                   |  |  |       |  |  |                                        |  |  |                                          |  |
|                                           |                        | 13. Julia Arden                           | 26. Joseph Arden                                   |  |  |       |  |  |                                        |  |  |                                          |  |
|                                           |                        | 13. Julia Arden                           | 27. Mary Ann Munro                                 |  |  |       |  |  |                                        |  |  |                                          |  |
| 3. Cicely Mary Birch                      |                        | 13. Julia Arden                           |                                                    |  |  |       |  |  |                                        |  |  |                                          |  |
|                                           |                        | 14. George Stopford                       | 28. Montagu Stopford                               |  |  |       |  |  |                                        |  |  |                                          |  |
|                                           |                        | 14. George Stopford                       | 28. Montagu Stopford                               |  |  |       |  |  |                                        |  |  |                                          |  |
|                                           |                        | 14. George Stopford                       | 29. Cordelia Whitmore                              |  |  |       |  |  |                                        |  |  |                                          |  |
| 7. Charlotte Stopford                     |                        | 14. George Stopford                       |                                                    |  |  |       |  |  |                                        |  |  |                                          |  |
|                                           |                        | 15. Caroline Burgoyne                     | 30. John Fox Burgoyne                              |  |  |       |  |  |                                        |  |  |                                          |  |
|                                           |                        | 15. Caroline Burgoyne                     | 30. John Fox Burgoyne                              |  |  |       |  |  |                                        |  |  |                                          |  |
|                                           |                        | 15. Caroline Burgoyne                     | 31. Charlotte Rose                                 |  |  |       |  |  |                                        |  |  |                                          |  |
|                                           |                        | 15. Caroline Burgoyne                     |                                                    |  |  |       |  |  |                                        |  |  |                                          |  |